# MV Millennial Spirit
MV Millennial Spirit este o navă comercială cisternă aflată sub pavilionul Republicii Moldova. În timpul invaziei Rusiei în Ucraina din februarie 2022, nava a fost lovită de un obuz în timp ce naviga în apele neutre din Marea Neagră (46°22.221’N, 031°07.095’E), nu departe de Odesa. Directorul-adjunct al Agenției Navale, Vadim Pavalachi, a declarat că echipajul navei Millennial Spirit este rusesc.
Nava are un deplasament de 2.200 de tone și este al doilea vas comercial lovit de un proiectil după începerea invaziei ruse în Ucraina.
Primele rapoarte au indicat că nava era sub pavilion românesc, o țară membră NATO, ceea ce a stârnit îngrijorări cu privire la un atac asupra unui membru NATO. Cu toate acestea, aceste rapoarte s-au dovedit a fi false, iar agenția navală a R. Moldovei a confirmat că nava era sub pavilionul Republicii Moldova.